# 地下図書館の海
『地下図書館の海』（ちかとしょかんのうみ、原題:The Starless Sea）は、アメリカの作家エリン・モーゲンスターンによる2019年のファンタジー小説である。同氏の2作目に当たる。
大学院生が図書館で見つけた古い本の中に自分の少年時代が書かれていたことに気づき、そこから不思議な世界への旅が始まる。
本書は2020年のドラゴン賞ファンタジー長編部門を受賞した。

## あらすじ
本書には直線的なプロットはなく、むしろ現代的な物語、民話、謎めいた伝記の断片、物語の中の物語、舞台となる幻想的な世界のでっち上げられた歴史などが交錯し、絡み合っている。
現代の物語は、米国ニューイングランドの大学に通う大学院生、ザカリー・エズラ・ローリンズが主人公である。ある日、彼は図書館で『甘い悲しみ』という著者も出版社もわからない本を見つけ、そのおとぎ話や文章の断片の中に、自分についての物語、特に彼が子供の頃、魔法の扉に出くわした時の出来事が書かれていることに驚く。『甘い悲しみ』には、扉の向こう側にある魔法の図書館と、その図書館がある〈星のない海〉が描かれている。
手がかりを求めてマンハッタンで文芸仮面舞踏会に参加した彼は、そこでこの本の中心的な登場人物2人と出会う。ミラベルは後に、〈星のない海〉の魔法の地下世界の住人であることがわかる。ドリアンはザカリーを秘密結社に侵入させ、ドリアンが必要とする本を取り戻させる。ザカリーは以前読んだ魔法の領域に入り込み、そこで彼らが住む聖域を管理する番人と、図書館とその本を管理する侍祭のライムに出会う。

## 登場人物
- ザカリー・エズラ・ローリンズ: 大学院生
- ミラベル: 謎の女性
- ドリアン: 謎の男性
- 番人: 〈星のない海〉の番人
- アレグラ・カヴァロ: 秘密結社の女
- エリナー: 本の中に出てくる少女
- ライム: 図書館の侍祭
- カトリーナ（キャット）・ホーキンズ: ザカリーの大学の友人

## 受賞歴
- ドラゴン賞最優秀ファンタジー小説賞（2020年）
- ローカス賞最優秀ファンタジー小説賞ノミネート（2020年）
- グッドレッズ・チョイス賞ファンタジー部門ノミネート（2019年）